# Zamek Petersberg

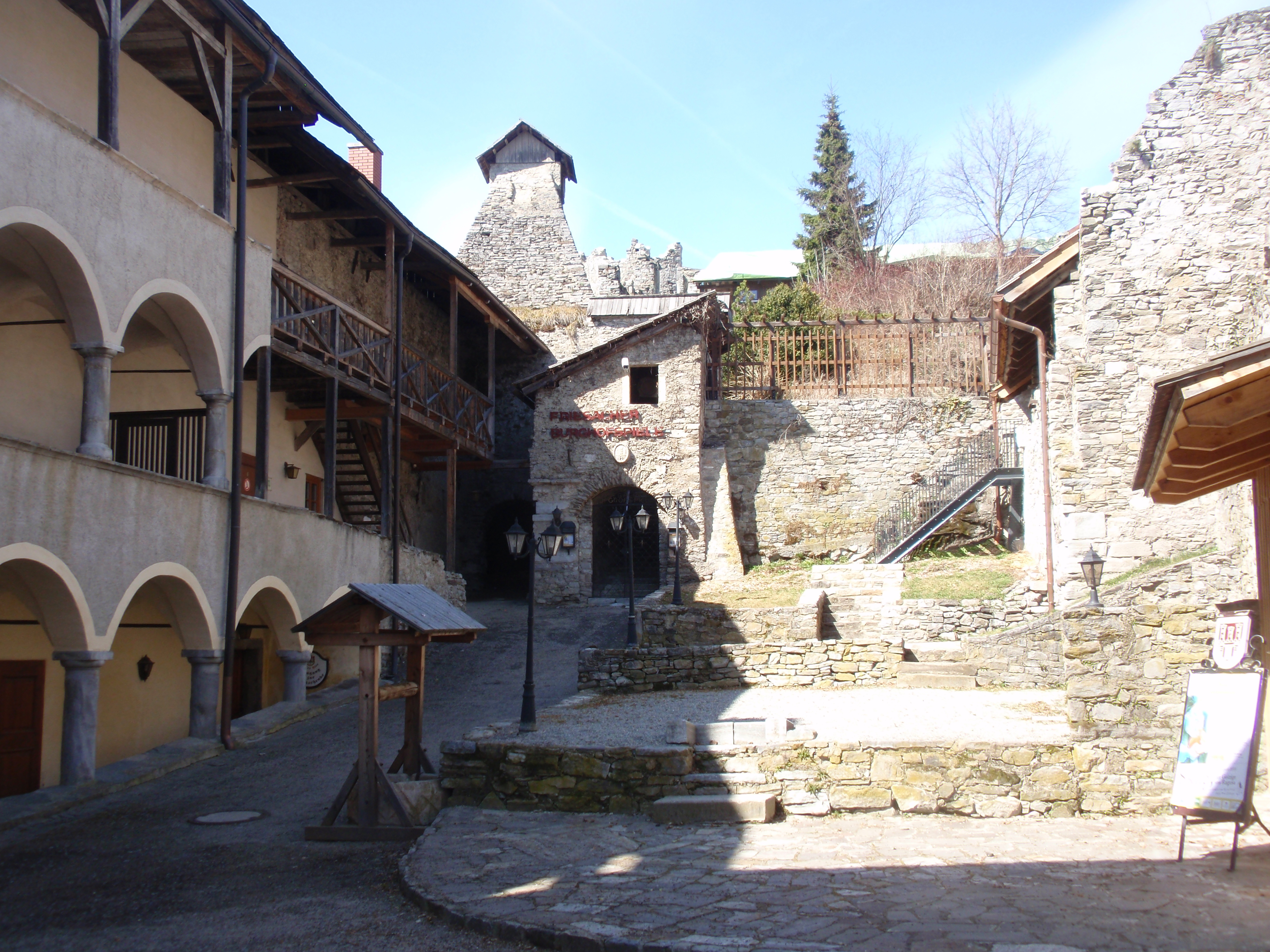
Ruiny Zamku Petersberg w miejscowości Friesach w Karyntii

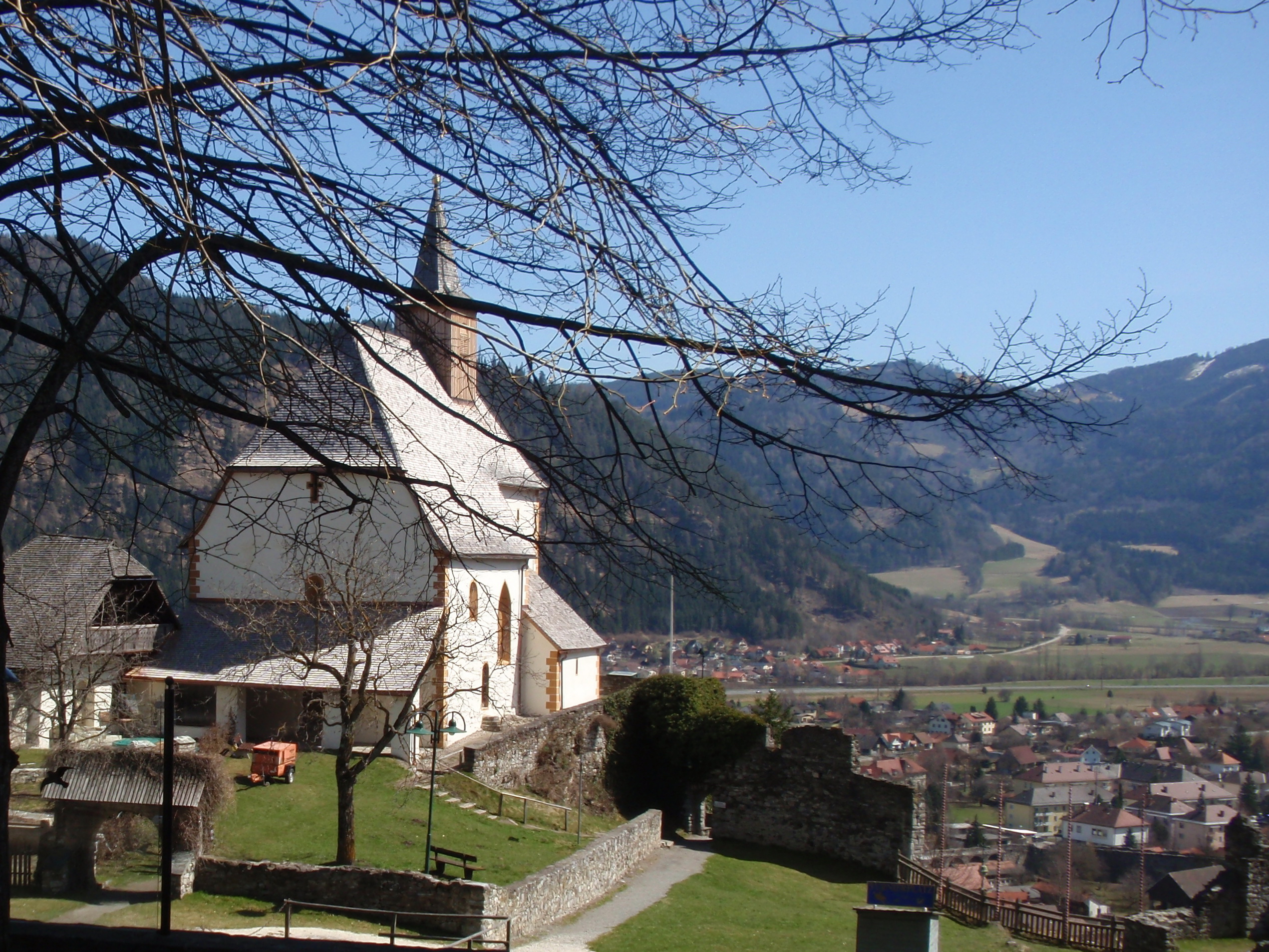
Kościół Piotra obok ruin Zamku Petersberg, w oddali miasteczko Friesach

Zamek Petersberg – ruiny zamku znajdującego się na wzgórzu nieopodal miasta Friesach, w Karyntii, w Austrii. 

## Historia
W ciągu wielu lat historii zamek był miejscem konfliktów pomiędzy władzą papieską, reprezentowaną przez arcybiskupów Salzburga, a cesarską. 
Arcybiskup Salzburga, Gebhard, wspierający papieża Grzegorza VII w sporze o inwestyturę, znacznie rozbudował miasteczko Friesach i kazał wybudować w 1076 na pobliskim wzgórzu Petersberg zamek obronny, by w ten sposób zagrodzić cesarzowi Henrykowi IV przejście przez Alpy. 
Chociaż zamek znajdował się na terenach należących czasami do biskupów z Gurk, czasami do Książąt Karyntii, podlegał Salzburgowi. W latach 1123/1124 po udanej obronie przeciw księciu karynckiemu, Engelbertowi II ze Spanheim, miasteczko Friesach ponownie należało do Salzburga. Z rozkazu arcybiskupa Salzburga, Konrada z Abensbergu, zamek Petersberg został znacznie rozbudowany. Służył arcybiskupom Salzburga jako dodatkowa rezydencja oraz miejsce schronienia podczas konfliktów zbrojnych. 
W 1149 król Konrad III zatrzymał się na zamku podczas swego powrotu z II wyprawy krzyżowej. Cesarz Fryderyk I Barbarossa kazał zająć zamek w 1170, kiedy arcybiskup Adalbert III stanął po stronie papieża Aleksandra III. W 1192 król Ryszard I Lwie Serce uciekał do Anglii przez Friesach. 
Podczas konfliktu między arcybiskupem Salzburga, Rodolfem z Hoheneck a księciem Albrechtem I Austriackim, miała miejsce udana obrona zamku w 1292 przeciwko książęcym oddziałom. 
W latach 1479–1490 zamek był w posiadaniu wojsk węgierskich. Arcybiskup Salzburga, Leonhard von Keutschach kazał w 1495 zamek zmodernizować, co nadało mu dzisiejszy wygląd. W 1673 miał miejsce pożar, który znacznie zniszczył zamek. Od tego czasu zamek popadł w ruinę i zapomnienie.

## Kościół Piotra
Na tym samym wzgórzu, obok zamku znajduje się kościół Piotra, którego początki sięgają 927.

## Literatura
- Burgen und Schlösser in Kärnten, Band 1, ISBN 3-85030-035-0
- Handbuch der historischen Stätten, Österreich Band II, ISBN 3-520-27902-9
- Georg Clam Martinic: Burgen und Schlösser in Österreich, ISBN 3-85001-679-1